# Lisa Çalan
Lisa Çalan és una actriu, guionista, directora de cinema i directora artística kurda, membre de l'Acadèmia de Cinema de l'Orient Mitjà.
Al llarg de la seva trajectòria ha realitzat un curtmetratge i ha participat en diversos llargmetratges, documentals i projectes de sèries de televisió. L'artista va perdre les dues cames en l'atemptat d'Amed de 2015, en el qual una persona vinculada a Estat Islàmic va fer esclatar una bomba en un acte polític del Partit Democràtic del Poble (HDP), realitzat el 5 de juny a la ciutat d'Amed, i va provocar 5 morts i més de 100 ferits. Per aquest motiu, va viure a Ankara durant dos anys, va rebre tractament a Alemanya i mirar d'operar.se d'implants a Austràlia. Al cap de tres anys, la sol·licitud d'intervenció va ser acceptada. Es va graduar a l'Acadèmia de Cinema Aram Tigran d'Amed. L'any 2016 va treballar per a l'Ajuntament d'Amed a partir d'un contracte amb el departament de Cultura i Afers Socials del municipi. L'entitat municipal li va rescindir el contracte després que «s'ha determinat que Çalan no va venir a treballar durant 45 dies entre el 2 de setembre i el 16 d'octubre sense excusa». També va treballar a l'Acadèmia de Cinema de l'Orient Mitjà d'Amed i va participar en diversos festivals de cinema com a guionista. L'any 2014 va dirigir la pel·lícula Zimanê Çîya ("La llengua de les muntanyes"), que posa l'accent en l'assimilació i les prohibicions de la llengua kurda. També va participar l'any 2015 com a actriu a la pel·lícula Vesarti ("Confidencial"), de la qual també en va ser la directora artística.

## Filmografia
- Zimanê Çîya ("La llengua de les muntanyes"), com a guionista i directora de cinema
- Veşarti ("Confidencial"), com a actriu i directora artística
- Bermayî ("Resta"), com a actriu i directora artística
- Defet ("Quadern"), com a directora artística
- Nisêbîna Colorîn ("El color de Nusaybin"), com a ajudant de direcció
- Dengê Kolanan ("Veu del carrer"), com a director d'edició